# Kbal Spean
Kbal Spean est un site archéologique d'Angkor, bien connu pour son spectaculaire lit de rivière sculpté, au creux de la jungle au nord-est d'Angkor dans le parc national de Phnom Kulen, sur le plateau du Phnom Kulen, à 10 km. au nord de Banteay Srei.

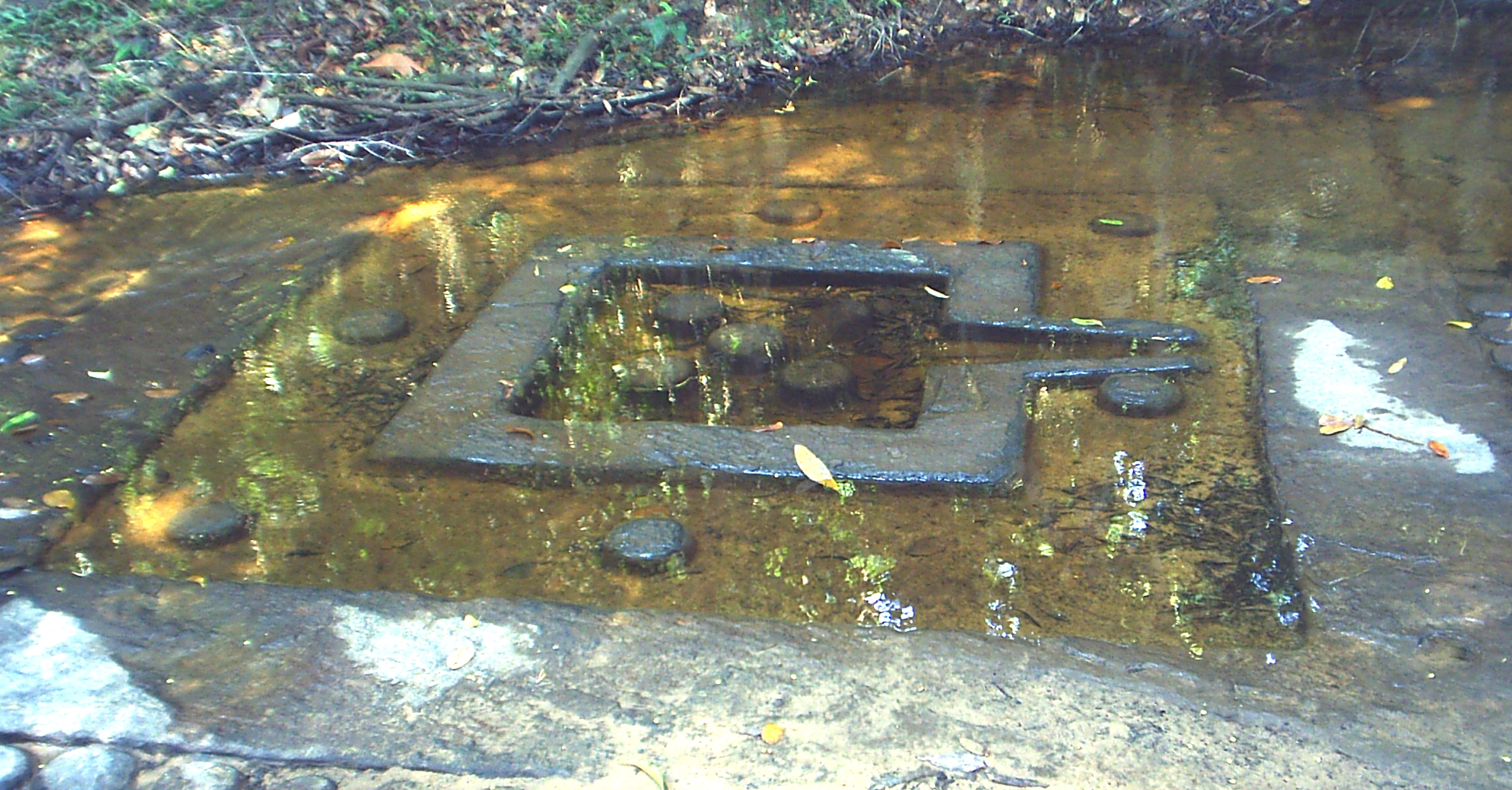
« Rivière aux mille linga ». Cinq linga en quinconce dans une figure représentant le yonin, ou bassin aux ablutions

Son nom signifie « La tête de pont », en référence à la passerelle de roche naturelle du site enjambant un cours d'eau. Les linga (ou lingam) ont été minutieusement sculptés dans le lit de la rivière, et des images de divinités hindoues sont présentes sur tout le plateau. Le site est séparé de la rivière aux mille Lingas par la passe du rat.
La zone fut inaccessible de 1975 jusqu'en 1998 du fait de la guerre et des nombreuses mines disséminées sur ce plateau stratégique.

## Hydrographie
Kbal Spean tout comme la rivière Stung Kbal Spean, est un affluent de la rivière Siem Reap qui prend sa source au nord de Banteay Srei, dans les monts Kulen. On pense que la rivière de Siem Reap qui provient de Angkor est bénie par les lingas sacrés qui émaillent la rivière Stung Kbal Spean.

## Mythe
« Gravée sur les rochers, une légende raconte que jadis un prince d'origine indienne s'éprit d'une princesse-serpent indigène. De leur union dans les ondes sacrées naquit le peuple khmer. »

## Histoire

### Le site archéologique
La construction du site a débuté sous l'autorité du roi Suryavarman I, elle s'est achevée sous le règne du roi Udayadityavarman II. Ces deux rois ont gouverné entre le XIe siècle et le XIIe siècle.
Ce sont des ermites qui ont sculpté les 1 000 lingas sacrés, et les inscriptions qu'ils ont laissées, attestent que ces sculptures ont été faites du vivant du roi Udayadityavarman II. Il est également acté que ce souverain aurait consacré en ces lieux, une Lingua dorée en l'an 1059 AD. Le journaliste Teppo Tukki du "Phnom Penh Post" ayant visité le site en 1995, estime que les lingams mesurent environ 25 centimètres (9,8 po) de côté et qu'ils ont une profondeur de 10 centimètres.
Kbal Spean a été découvert en 1968, par l'ethnologue Jean Boulbet alors membre de l'École française d'Extrême-Orient.

### Sculptures

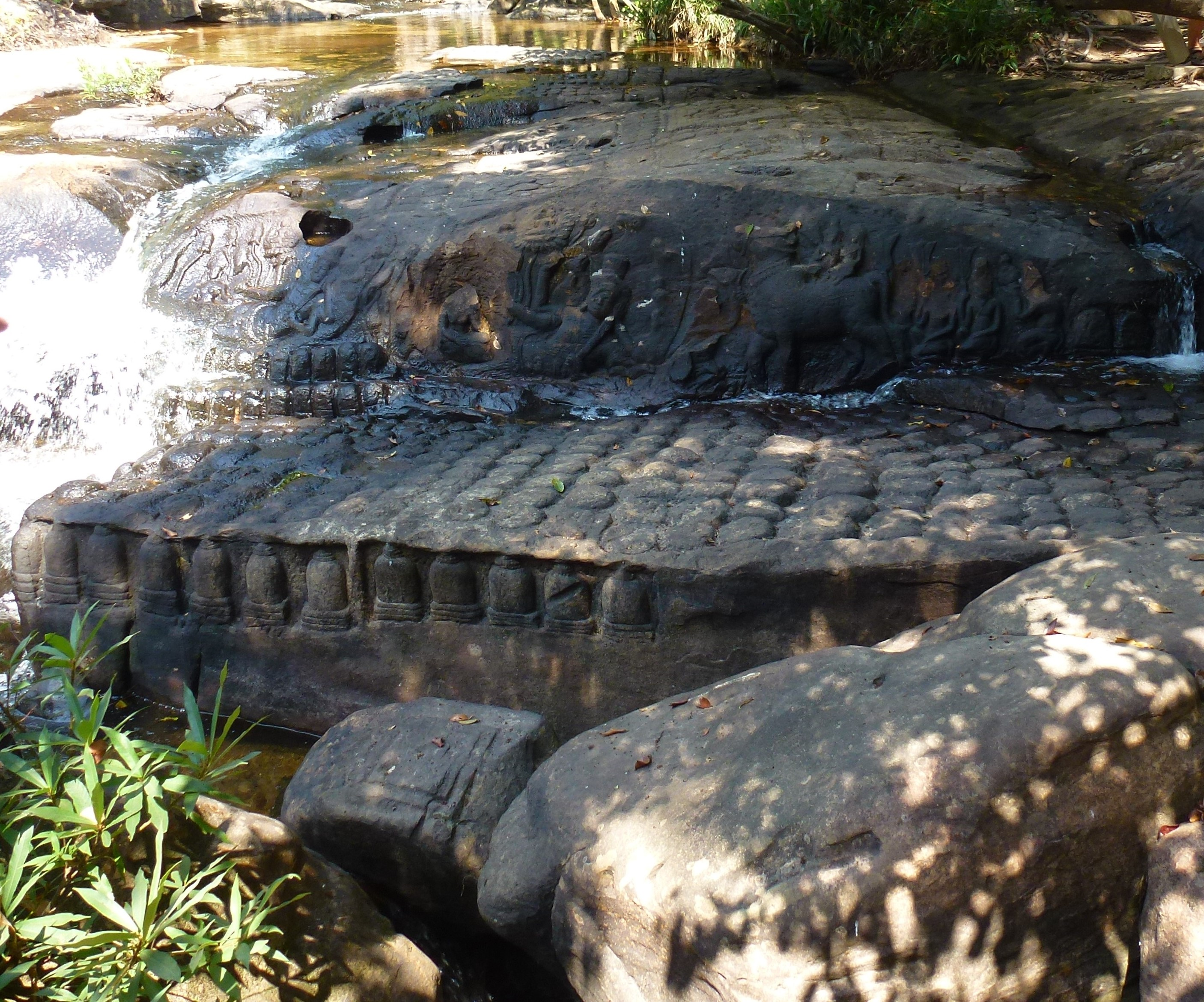
La rivière aux mille linga

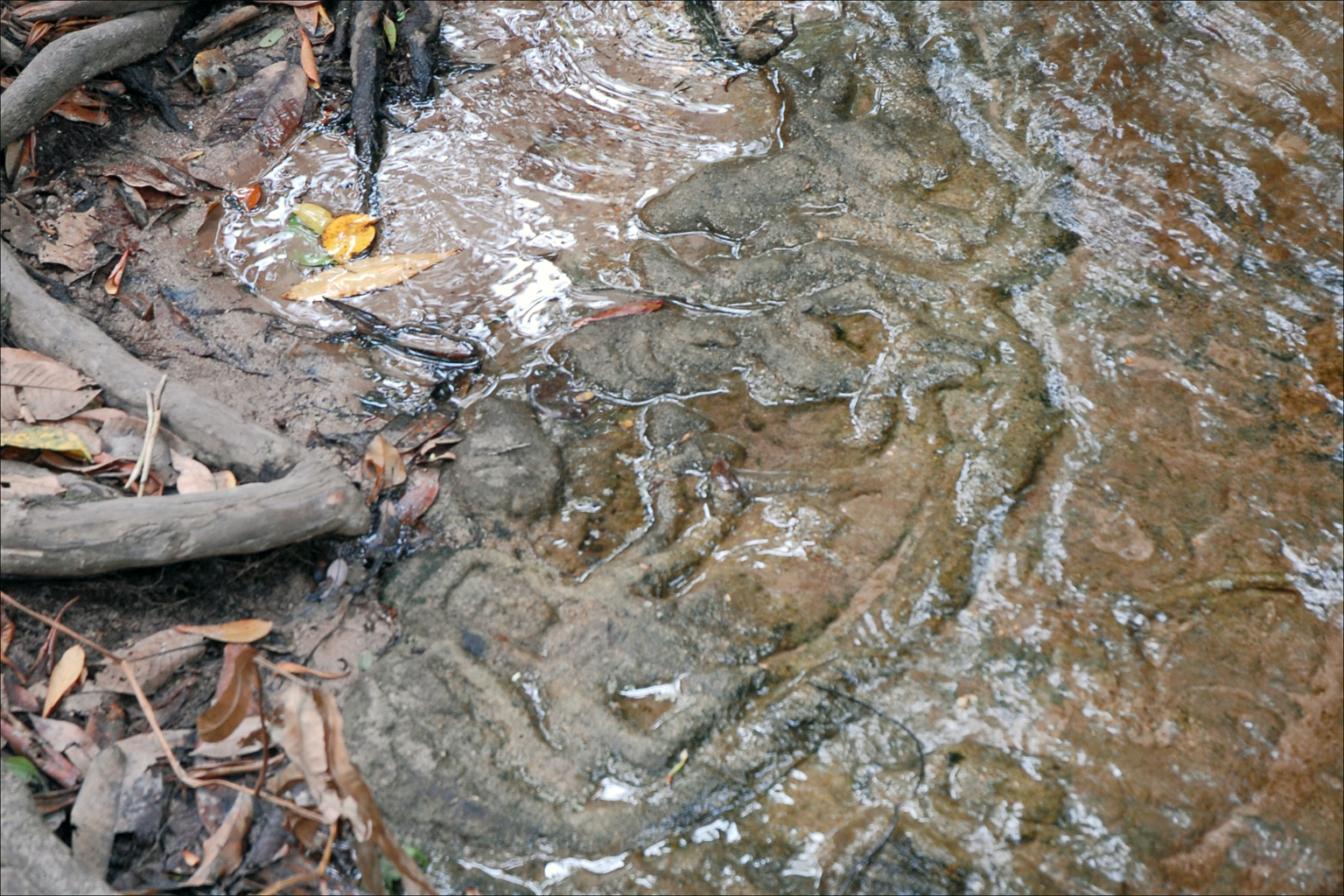
Vishnou sommeillant sur le serpent nāga Ananta dans le lit de la rivière sacrée

« Mille linga » pavent le lit de la rivière. De nombreuses figures divines hindouistes sont sculptées dans le lit de la rivière. Elles se révèlent plus ou moins en fonction du niveau de la rivière. Leurs motifs retracent la création telle qu'elle est définie dans la mythologie hindoue. On y découvre ainsi l'apparence de Vishnu, sommeillant sur le serpent nāga Ananta. De son corps s'élève une fleur de lotus dans laquelle est assis Brahma, le dieu créateur. Plus à droite, sur le taureau Nandin, Shiva et Parvati. Ce groupe n'est qu'un parmi bien d'autres, plus ou moins visibles, selon les saisons.

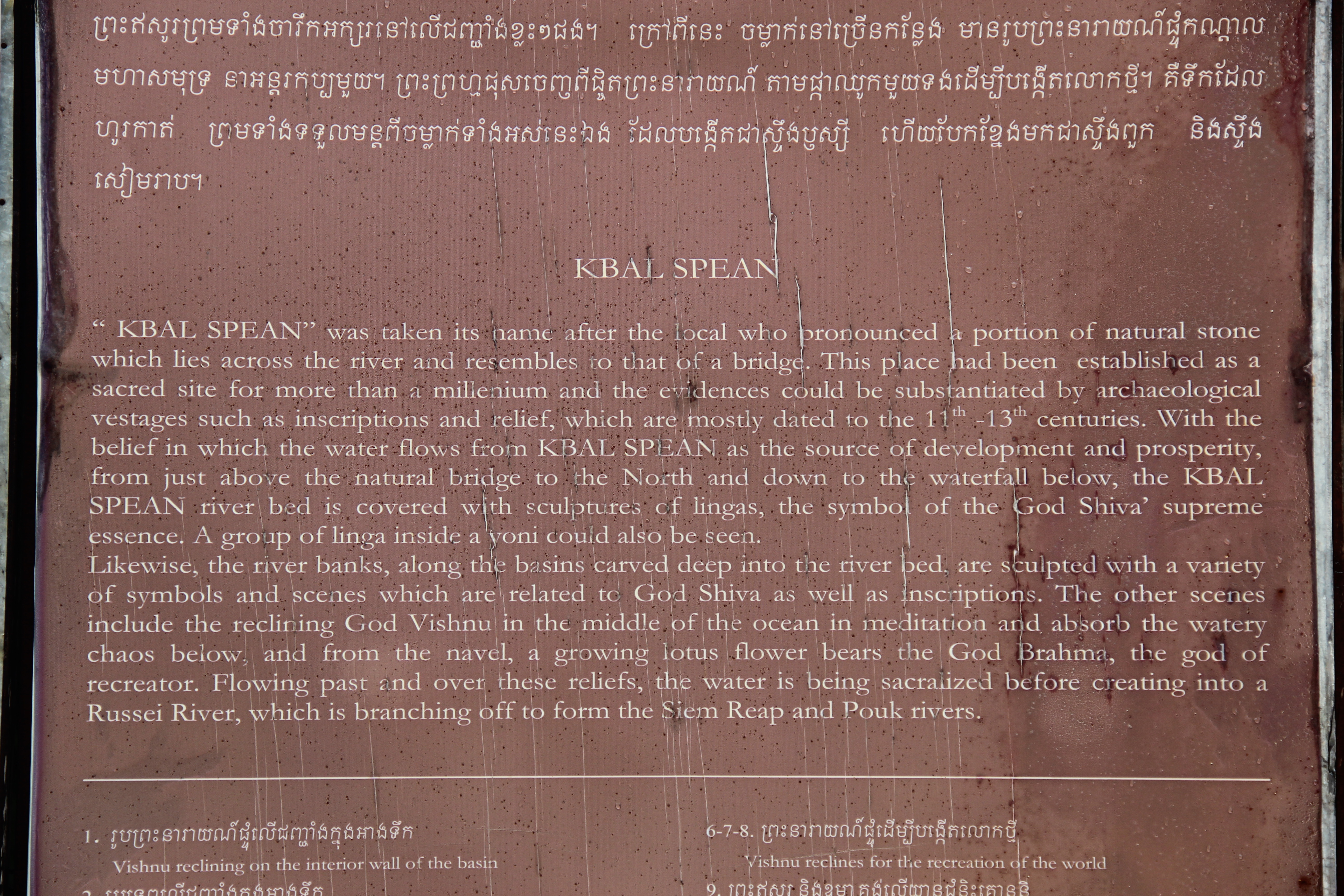
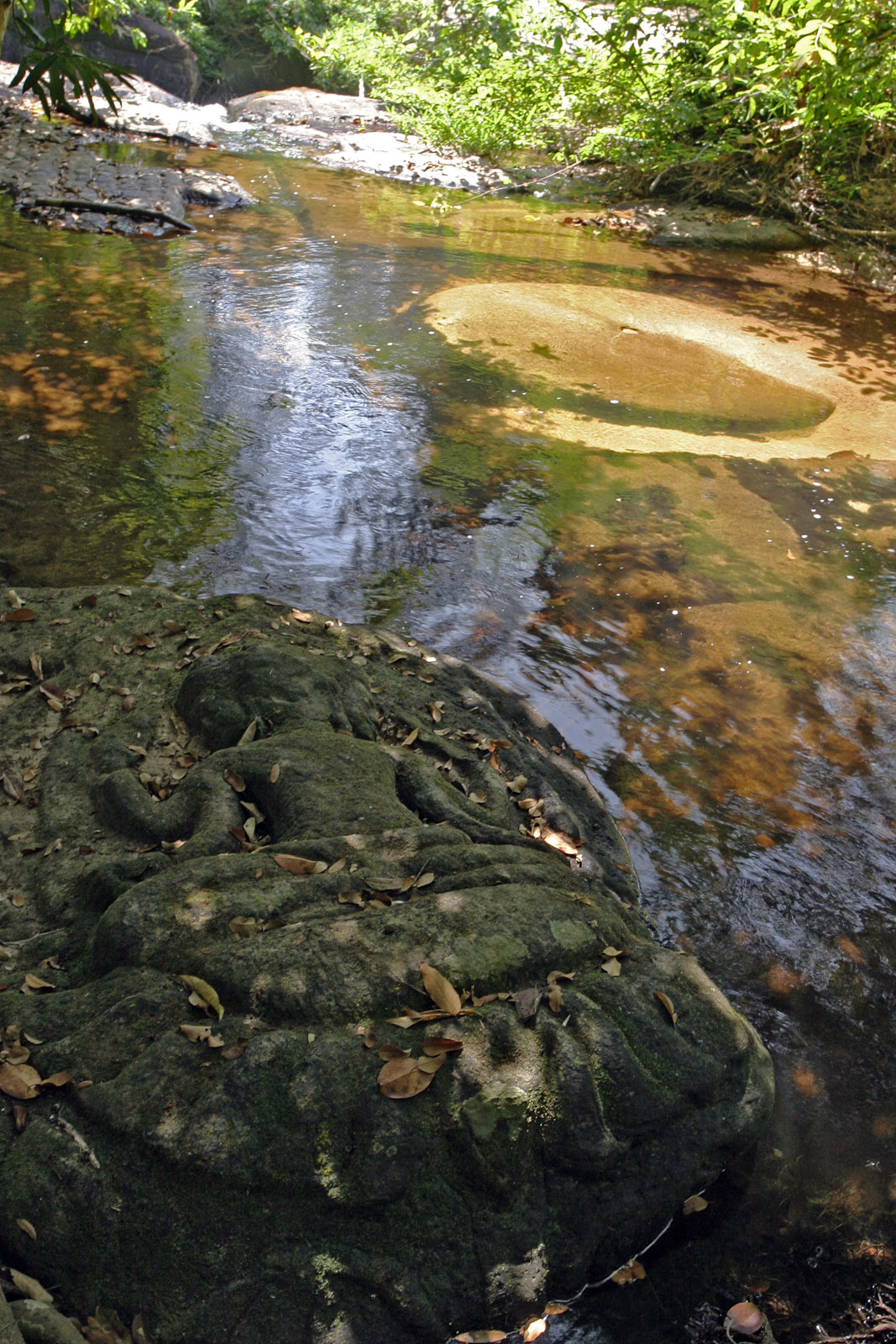
Brahma
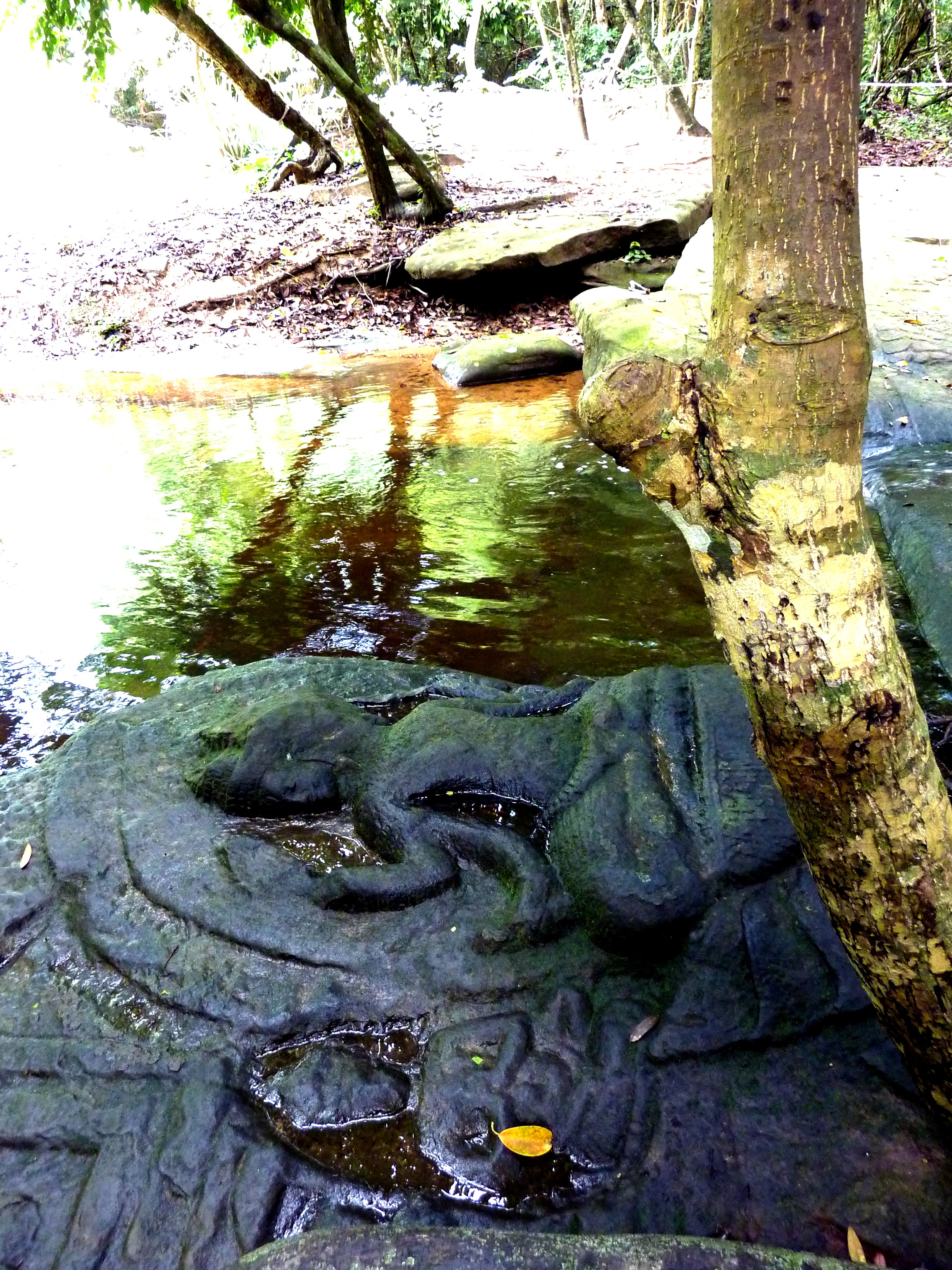
Brahma
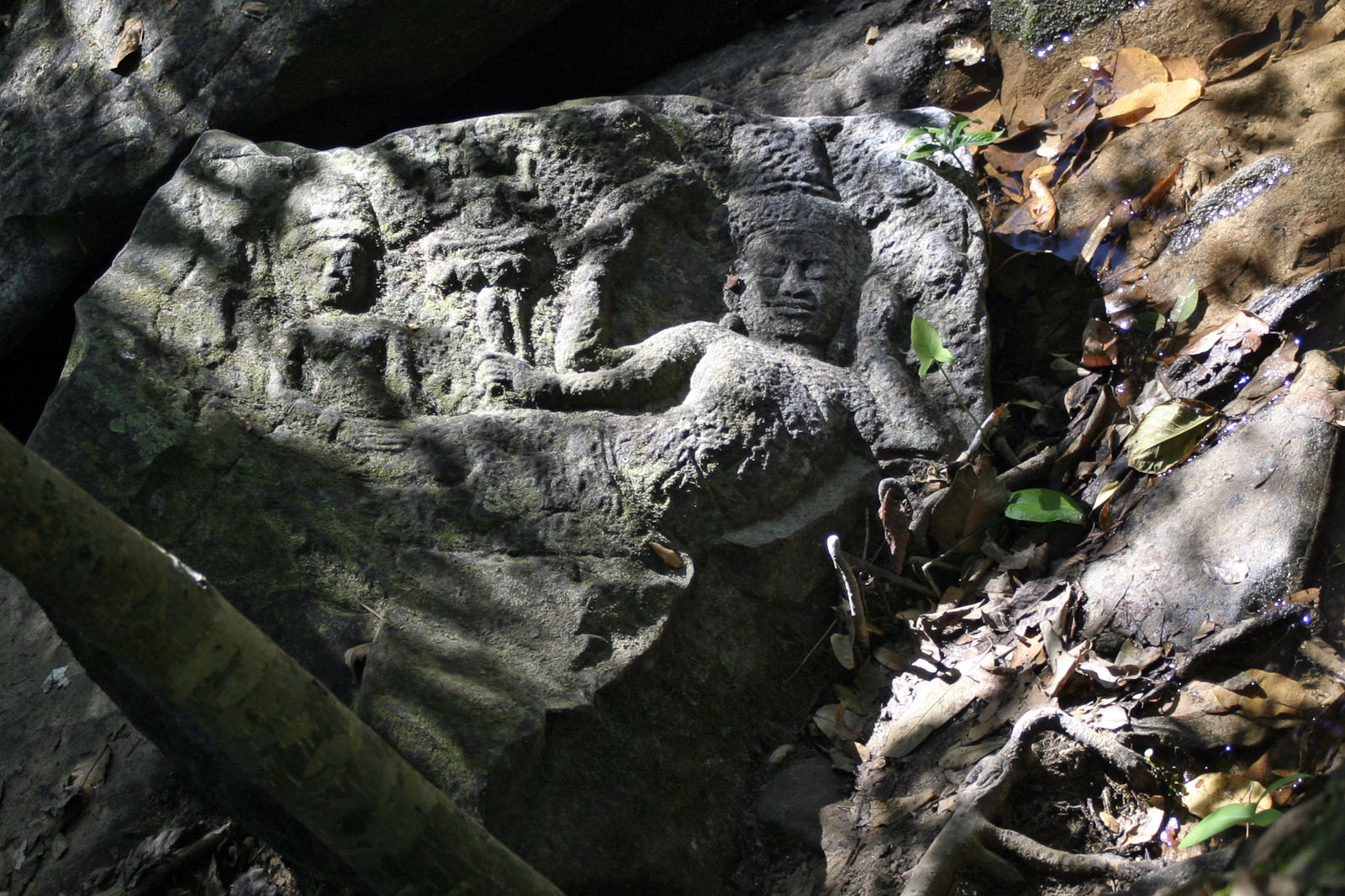
Vishnu
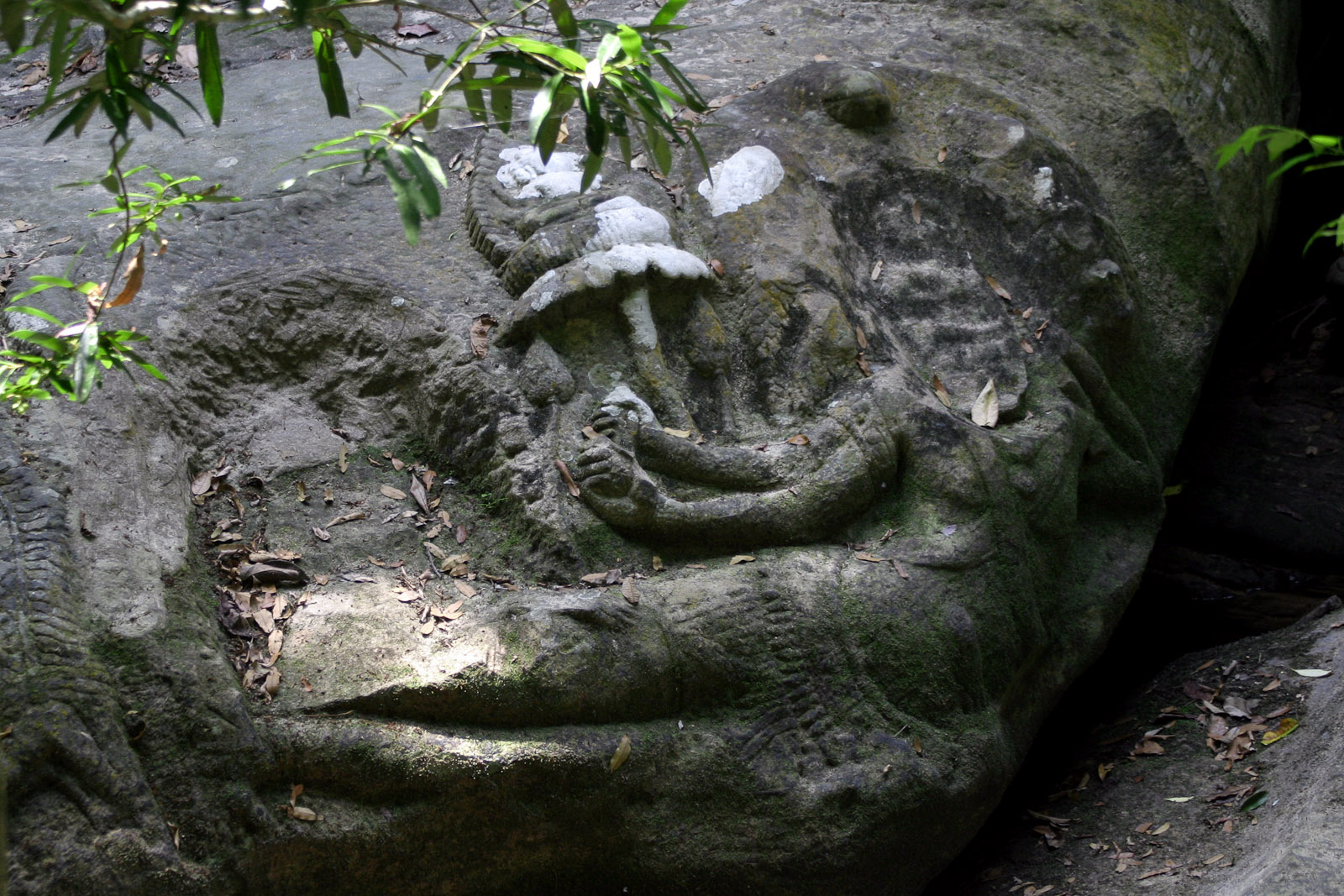
Vishnu
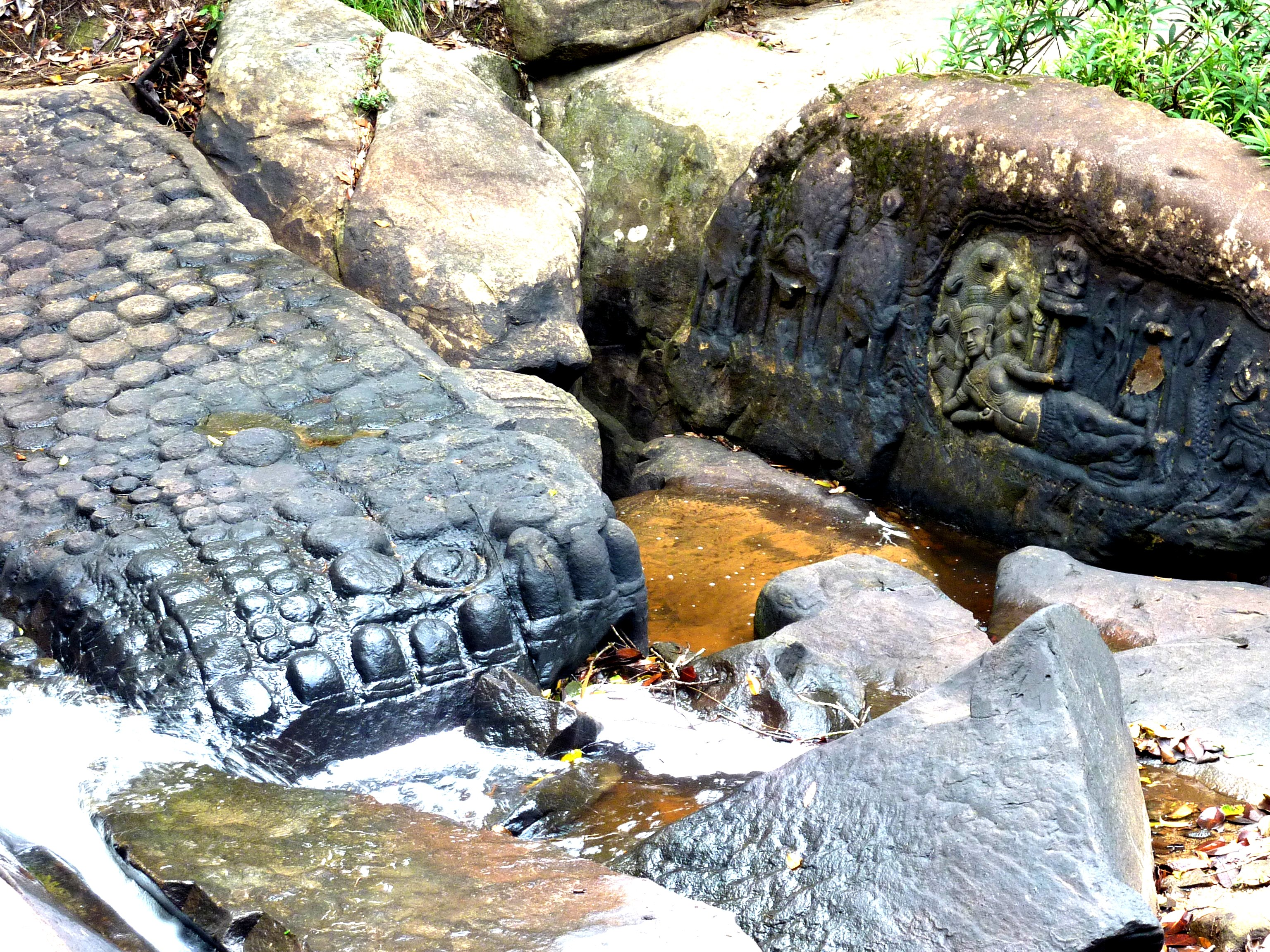
Vishnou et Lingas
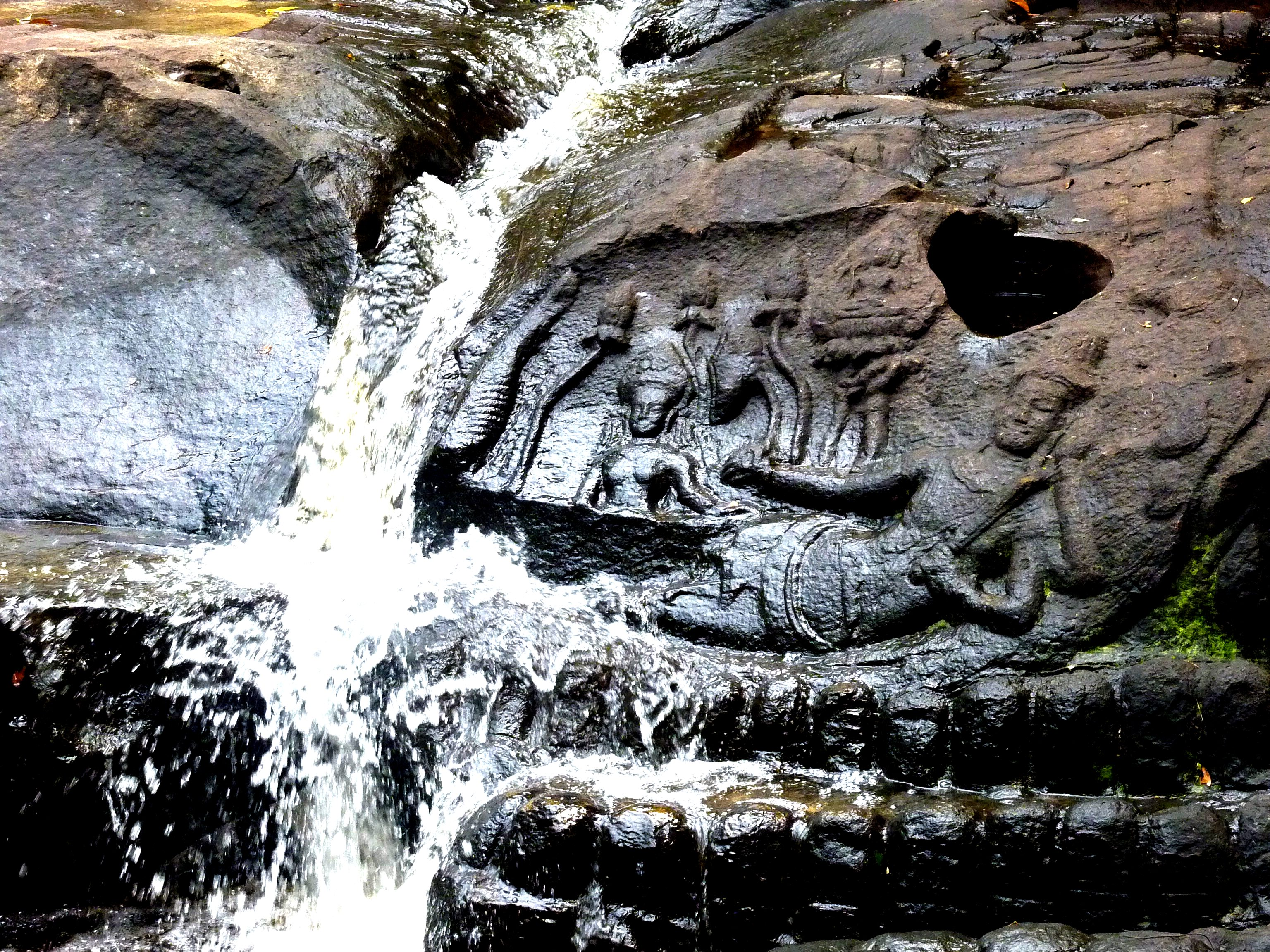
Vishnou et Lakshmi
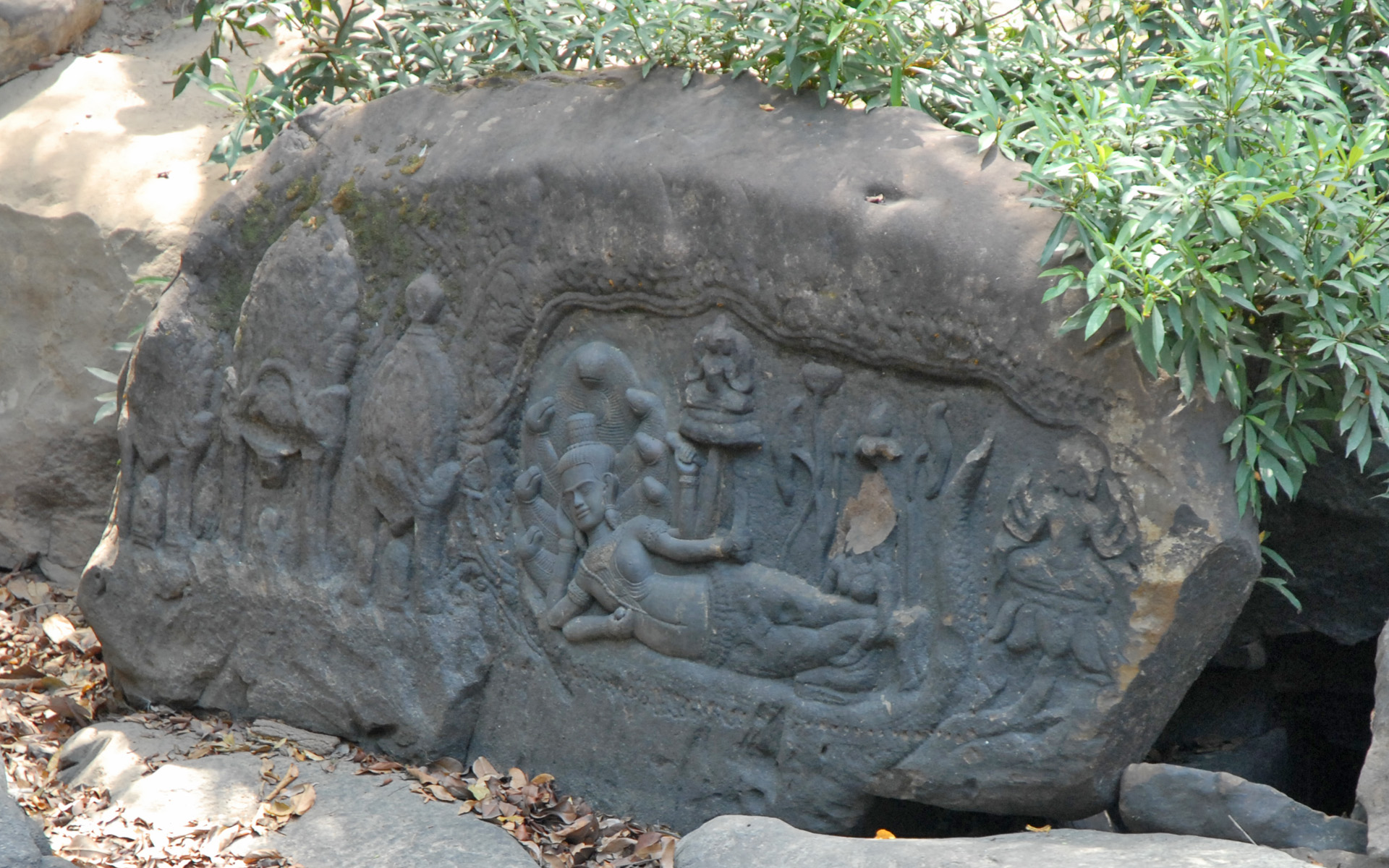

Des traces d'enlèvement en pure perte sont toujours visibles, témoins de l'activité insatiable des pilleurs et de leurs commanditaires.

### Restauration
Au fil des années les sculptures ont été vandalisées et endommagées. Sous l'impulsion des pouvoirs publics, des archéologues et des Artisans d'Angkor, les sculptures de Kbal Spean retrouvent leur éclat et leur grandeur originale.